# Double concerto pour violon et violoncelle de Delius
Le Double concerto pour violon et violoncelle est un concerto pour violon et violoncelles solistes et orchestre de Frederick Delius composé en 1915. Delius le dédie à la mémoire de tous les jeunes artistes tombés à la guerre.

## Analyse de l'œuvre
En un seul mouvement divisé en trois parties enchaînées.
Les cordes installent un climat de désespoir en ut mineur, puis le violon expose le thème principal suivi d'un deuxième thème en si mineur. Les cordes exposent un thème sur un tempo di marcia. Puis dans la partie centrale le violoncelle expose lento une mélodie pentatonique. Une cadence précède la réexposition de tous les thèmes et de la marche avec plus d'éclat et de force. Retour dans la coda du climat introductif dans un do majeur plein d'espérance.